# Anarquismo judaico

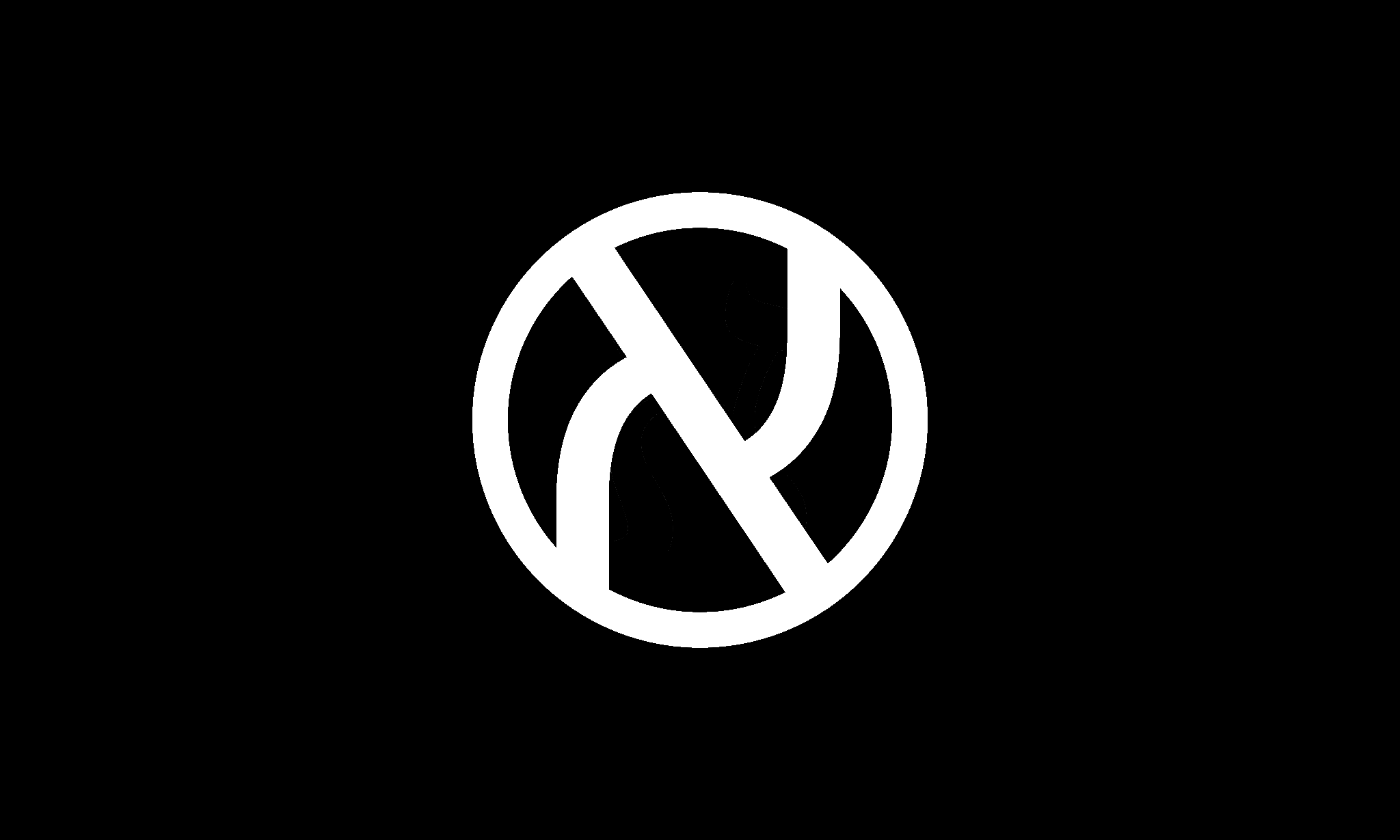
A bandeira do anarquismo judaico: a letra aleph corresponde grosso modo à letra a no alfabeto latino. O anarquismo reivindica o a circulado.

Anarquismo judaico é um termo geral que engloba várias expressões de anarquismo dentro da comunidade judaica.

## Anarquismo judaico secular
Muitas pessoas de origem judaica, como Emma Goldman, Alexander Berkman, Martin Buber, Murray Bookchin ou Noam Chomsky tiveram papéis na história do anarquismo. Entretanto, assim como esses indivíduos de origem judaica, houve também movimentos anarquistas especificamente judaicos, dentro das comunidades falantes de iídiche do leste e centro europeu, e cidades do oeste para onde migraram, do final do século XIX até a Segunda Guerra Mundial. Todos os membros do primeiro grupo anarquista no Império Russo, que foi formado em 1903 em Białystok, eram judeus. Judeus falantes de iídiche participaram do Congresso Internacional Anarquista de Amsterdã em 1907
Movimentos anarquistas judaicos tendiam a colocar ênfase no caráter internacionalista do movimento, mas muitos deles também apoiavam a sua cultura nacional e focavam em questões judaicas. A literatura anarquista iídiche desenvolveu-se da década de 1880 até os anos 1950 e, em escala muito menor, até a década de 1980; a última publicação periódica em iídiche, Problemen, foi publicada em 1991. Além de muitos livros original, panfletos, poemas e ensaios, todos os principais trabalhos de Pierre-Joseph Proudhon, Mikhail Bakunin, Peter Kropotkin, Errico Malatesta, Henry Thoreau, Leo Tolstoy, Max Stirner e outros anarquistas foram traduzidos para o iídiche. Rudolf Rocker, um anarquista não judeu de orifgem alemã, estudou iídiche e escreveu muitos livros, panfletos e artigos nesse idioma. A maioria dos judeus anarquistas eram anarcossindicalistas, enquanto outros eram anarquistas individualistas.
Diferentes grupos anarquistas tinham diferentes visões sobre o sionismo e a questão judaica. Bernard Lazare foi uma figura-chave tanto no movimento anarquista francês quanto no início do movimento anarquista. O posterior movimento territorialista era bastante próximo do anarquismo. Outros, como Martin Buber e Gershom Scholem, defendiam formas não nacionalistas de sionismo e promoveram a ideia de criar uma federação binacional árabe-judaica na Palestina. Muitos anarquistas contemporâneos apoiam a ideia do que foi chamado de "solução sem estados". Noam Chomsky afirmou que, como anarquista, defende uma solução sem estados, mas, a curto prazo, sente que uma solução com dois estados é o melhor caminho para sair do presente conflito.

## Anarquismo judaico na contemporaneidade
Ao longo da última década, houve um interesse renovado no anarquismo judaico devido ao crescimento de organizações como Jewdas e Pink Peacock (Reino Unido) e meios de comunicação como o Treyf Podcast (Canadá). Esse interesse foi auxiliado pela publicação de novos livros sobre o assunto, como Immigrants Against the State, de Kenyon Zimmer, e a reedição de documentários como The Free Voice of Labor, que detalha os últimos dias do Fraye Arbeter Shtime. Em janeiro de 2019, o Instituto YIVO para Pesquisa Judaica organizou uma conferência especial sobre anarquismo iídiche na cidade de Nova York, que atraiu mais de 450 pessoas.

## Anarquismo em Israel
Existem vários grupos anarquistas em Israel. Na última década, o grupo israelense conhecido como Anarchists Against the Wall tornou-se amplamente conhecido na luta em curso em torno da criação do Muro de Separação/Cerca/Barreira na Cisjordânia.
Enquanto a maioria deles é judia, os integrantes do grupo não se definem como "judeus anarquistas".